# Winter Nights
Winter Nights – szesnasty album studyjny amerykańskiego gitarzysty jazzowego Ala Di Meoli, wydany w 1999 roku nakładem Telarc.

## Lista utworów
Opracowano na podstawie materiału źródłowego.
| Nr  | Tytuł utworu                             | Muzyka                                | Długość |
| --- | ---------------------------------------- | ------------------------------------- | ------- |
| 1.  | „Zima”                                   | Al Di Meola                           | 4:05    |
| 2.  | „Carol of the Bells”                     | Mykoła Łeontowycz                     | 4:11    |
| 3.  | „Winterlude Duet No. 1”                  | Roman Hrynkiv, Di Meola               | 1:27    |
| 4.  | „Greensleeves”                           | piosenka ludowa                       | 2:46    |
| 5.  | „Mercy Street”                           | Peter Gabriel                         | 4:52    |
| 6.  | „Have Yourself a Merry Little Christmas” | Ralph Blane, Hugh Martin              | 4:32    |
| 7.  | „Winterlude No. 2”                       | Hrynkiv                               | 0:51    |
| 8.  | „Midwinter Nights”                       | Di Meola                              | 4:50    |
| 9.  | „Scarborough Fair”                       | Paul Simon                            | 4:36    |
| 10. | „Winterlude No. 3”                       | Hrynkiv                               | 0:47    |
| 11. | „The First Noel”                         | William Sandys                        | 3:13    |
| 12. | „Inverno”                                | Di Meola                              | 5:38    |
| 13. | „First Snow”                             | Di Meola                              | 2:43    |
| 14. | „Winterlude No. 4”                       | Di Meola                              | 1:31    |
| 15. | „Ave Maria”                              | Johann Sebastian Bach, Charles Gounod | 4:51    |
|     |                                          |                                       | 50:53   |

## Twórcy
Opracowano na podstawie materiału źródłowego.
Muzycy:
- Al Di Meola – gitara akustyczna, tambura, harfa, cajón, darbuka, instrumenty klawiszowe, instrumenty perkusyjne
- Roman Hrynkiv – bandura
- Hernan Romero – gitara akustyczna (5), instrumenty perkusyjne (1, 4, 12)

Produkcja:
- Al Di Meola – produkcja muzyczna, miksowanie, aranżacja
- Hernan Romero – koprodukcja, miksowanie
- Robert Woods – produkcja wykonawcza
- Spyros Poulos – inżynieria dźwięku, miksowanie
- Rich Tozzoli – inżynieria dźwięku, miksowanie